# 円切上げ
円切上げ（えんきりあげ）とは、ニクソン・ショック（ドル・ショック）に始まった為替相場の混乱を収拾するためにスミソニアン協定で合意され、1971年12月19日（日本時間）に実施された円の対ドル為替レートの切上げのこと。

## 経緯
第二次世界大戦後の世界経済はブレトン・ウッズ協定の下で金との交換性を持つアメリカのドルを基軸通貨とする固定為替相場制が取られていた（ブレトン・ウッズ体制）。だが、1960年代末期のアメリカの国際収支における急激な赤字の増大がドル危機を招いた。1971年8月15日、アメリカのリチャード・ニクソン大統領は突如、ドルと金の交換停止と一律10％の輸入課徴金賦課を発表した（ドル・ショック）。これは、多額の対米貿易黒字を抱えている日本と西ドイツに対ドル為替レートの切上げを暗に求めたものであった。
これに対して西欧の国々は翌8月16日以後の外国為替市場を閉鎖し、8月23日に変動為替相場制（為替フロート）へ切り替えて市場を再開した。これに対して日本はドルに対外決済の多くを依存してきたことと、22年間にわたる1ドル=360円の固定為替相場制の断固維持の姿勢から従来通りの相場での市場を開催を継続したため、東京外国為替市場に日本国外からのドル売りが殺到、ドル買いで対抗する日本銀行との激しい攻防戦となった。だが、ドル買いを支え続けられなくなった日本は8月28日になって遂に1ドル=360円レートの放棄を決定して変動為替相場制に切り替えた。
同年12月17日・18日、アメリカ・ワシントンのスミソニアン博物館でアメリカ・日本など10か国の大蔵大臣・財務大臣による会議が開かれ、円を対ドル16.88%切上げて1ドル=308円の為替レートで固定為替相場制を再開すること、ドルを対金7.89%切下げること（スミソニアン協定）で事態の収拾を図ることになり、19日から実施された。なお、円の切上げ率はアメリカ以外の諸国の通貨の中ではもっとも大幅な切上げとなった。
だが、スミソニアン協定に基づいて成立したいわゆる「スミソニアン体制」をアメリカの国際収支悪化を抑制することができず、1973年4月18日にアメリカがドルの10%切下げを発表、これを受けた日本も翌4月19日に変動為替相場制への再移行を行った。西欧も同様の措置を取り、以後固定為替相場制に復帰することは出来なかった。
以後、全体的には円高の流れが続き、バブル崩壊後は1ドル=70円台後半から120円台で推移した。その後、円安の流れになり、2024年12月段階では1ドル＝150円台前後で推移している。